# Budova České národní banky (Praha)
Budova České národní banky v Praze byla postavena v letech 1935–1942 ve funkcionalistickém stylu podle projektu Františka Roitha jako účelový objekt určený původně pro Živnostenskou banku. V roce 1950 se budova stala sídlem ústředí Státní banky československé a v roce 1993 České národní banky.

## Historie
Na místě dnešní budovy byla dříve původní budova Živnostenské banky, která tu vznikla v roce 1900. Byla postavena podle projektu Osvalda Polívky v novorenesančním slohu s prvky secese. Její ozdobou byly zejména dvě sochy: Génius se lvem od Antonína Poppa a Merkur od Bohuslava Schnircha.
Od poloviny dvacátých let uvažovalo vedení Živnostenské banky o vybudování ještě rozsáhlejšího bankovního paláce, který by lépe vyhovoval tehdejším potřebám moderního peněžního ústavu a zároveň demonstroval význam banky v československé bankovní soustavě. K tomu účelu byly vykoupeny i sousední pozemky s hotely „Modrá hvězda“ a „Černý kůň“, jejichž budovy měly být zbourány. V anonymní soutěži na projekt novostavby zvítězil Josef Gočár, ale bance se návrh jevil jako příliš nákladný a navíc k němu měl výhrady i Magistrát hl. města Prahy. Zadání novostavby bylo proto svěřeno Františku Roithovi, který se umístil se svým levnějším projektem na druhém místě.
Práce začaly v roce 1935, nový palác byl dostavěn v roce 1942 a stál něco přes 100 milionů korun.
V roce 1993 se budova stala ústředím České národní banky, ale  již neodpovídala požadavkům na moderní bankovní budovu a bylo rozhodnuto o její rekonstrukci, která proběhla v letech 1997–2000.

## Popis
Stavba je pětipatrová se světle šedou fasádou. Její monumentálně působící průčelí zaobluje nároží ulic Na příkopě a Hybernské a je funkcionalistickým protějškem k pozdně gotické Prašné bráně a empírovému domu U Hybernů. Nad střed průčelí byla z původního paláce přenesena socha Génia (Světlonoše) se lvem.
V přízemí bankovní budovy je velká dvorana – hala služeb s bankovními přepážkami. V prvním patře jsou reprezentační místnosti banky a v suterénu archivy, trezory a pancéřové schránky. Zastavěná plocha je zhruba 9 600 metrů čtverečních, vnitřní prostor je rozdělený na čtyři vnitrobloky podle středové křížové osy.
Českou národní banku vlastně tvoří několik budov, na novější bankovní (tzv. Roithovu) budovu (Na Příkopě 860/24, 862/26 a 864/28) ještě navazuje na jižní straně ve směru podél Senovážné ulice budova bývalé Plodinové burzy (Senovážná 864/1). V ní se nachází kongresové centrum a banka prostory využívá na pořádání konferencí, interních školení i kulturních akcí. Je tu i odborná knihovna, učebny a stravovací komplex.
Mezi ulicí Na Příkopě a Senovážným náměstím je průchozí pasáž, která byla v roce 2016 upravena a dostala i nový název „Pasáž českého designu“.

## Galerie

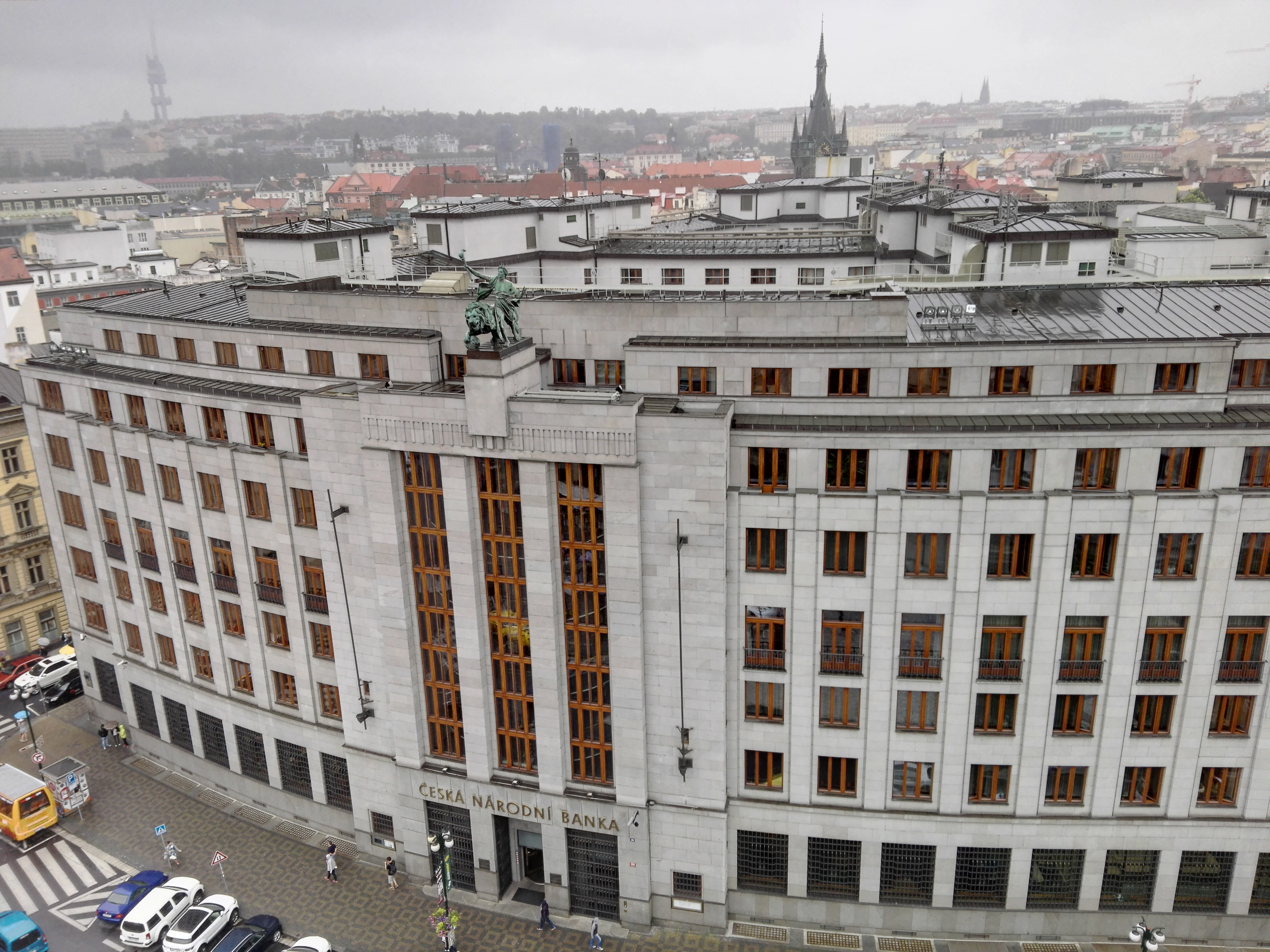
Pohled z ptačí perspektivy
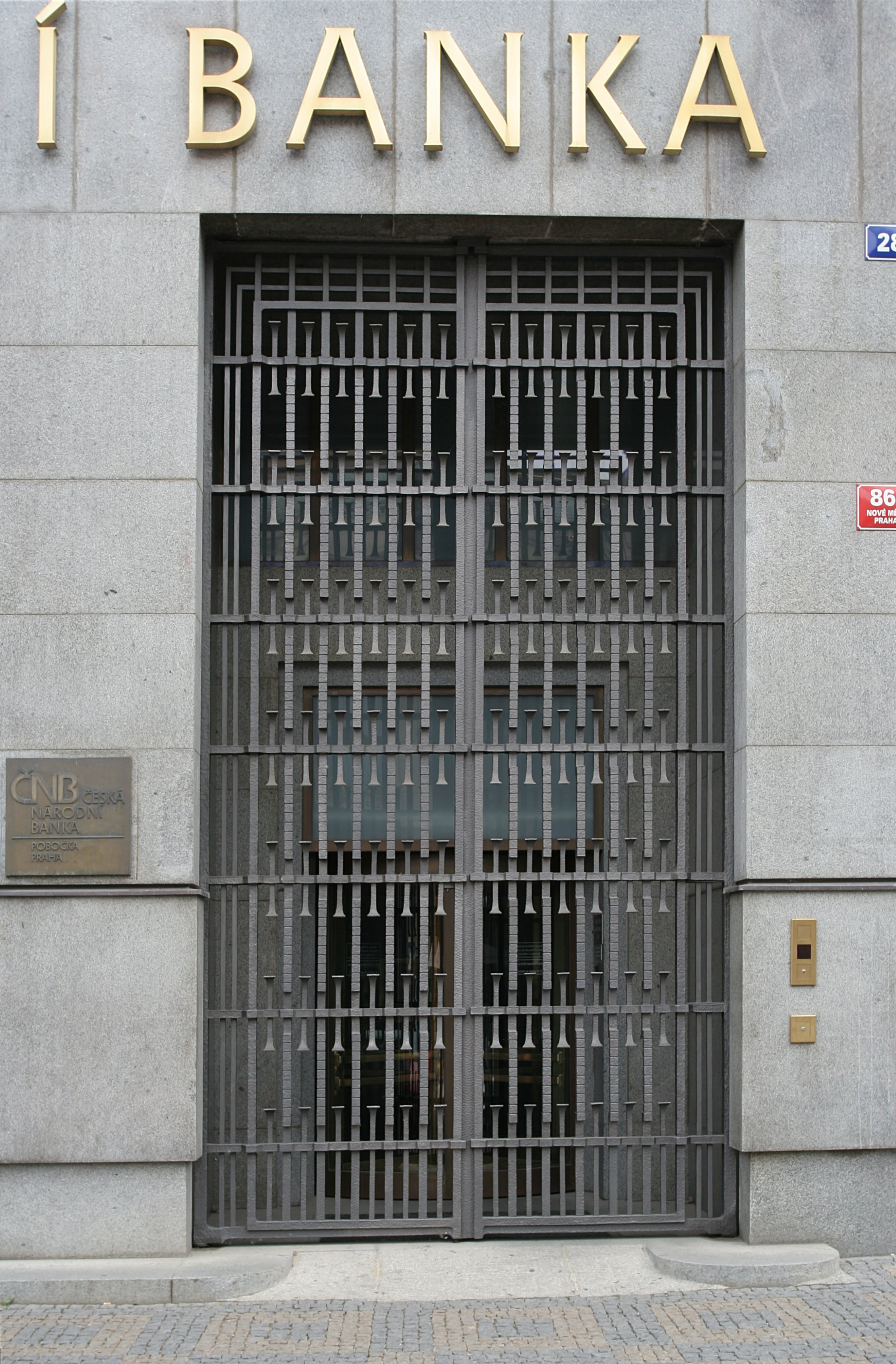
Ozdobná mříž u hlavního vchodu
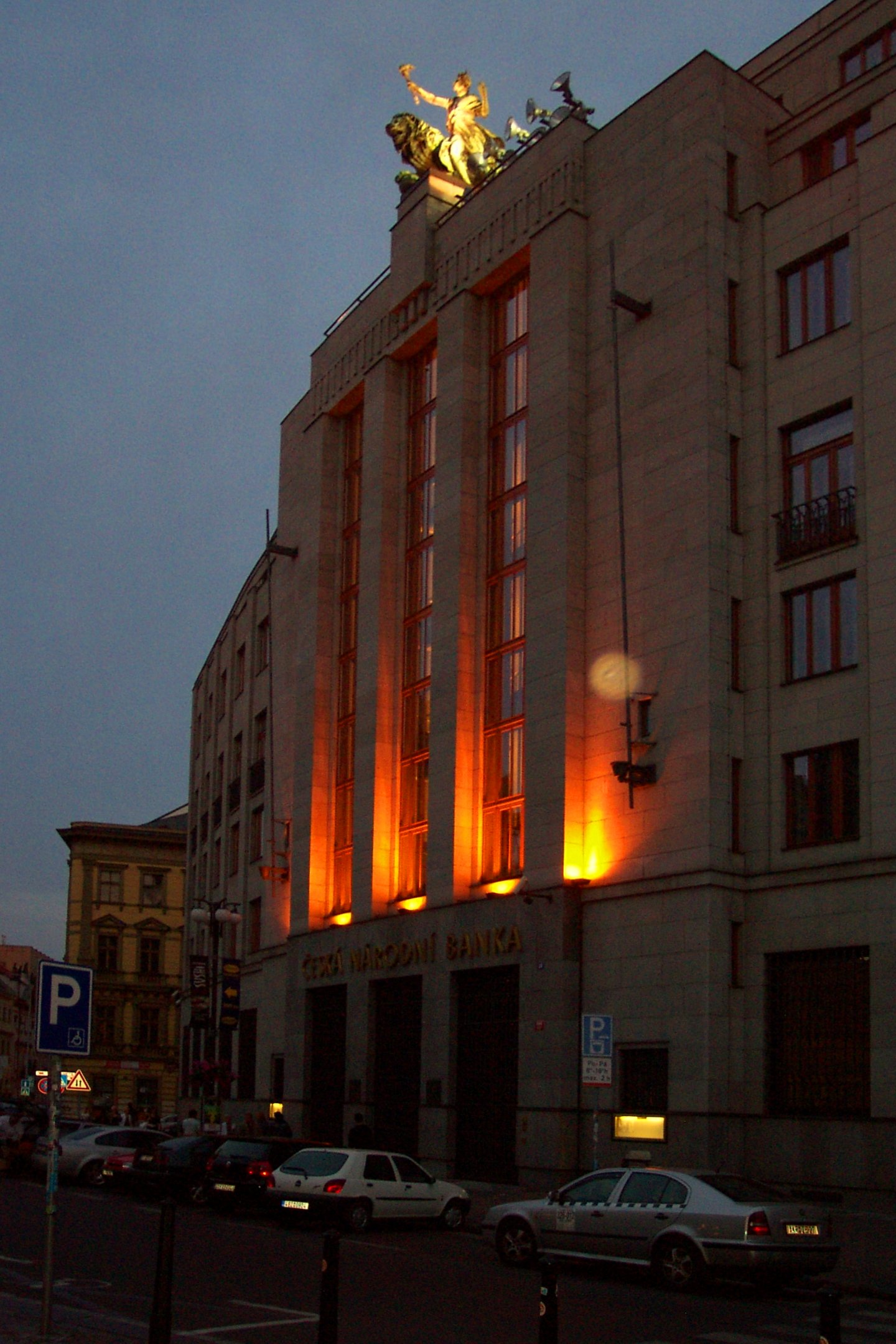
Za soumraku
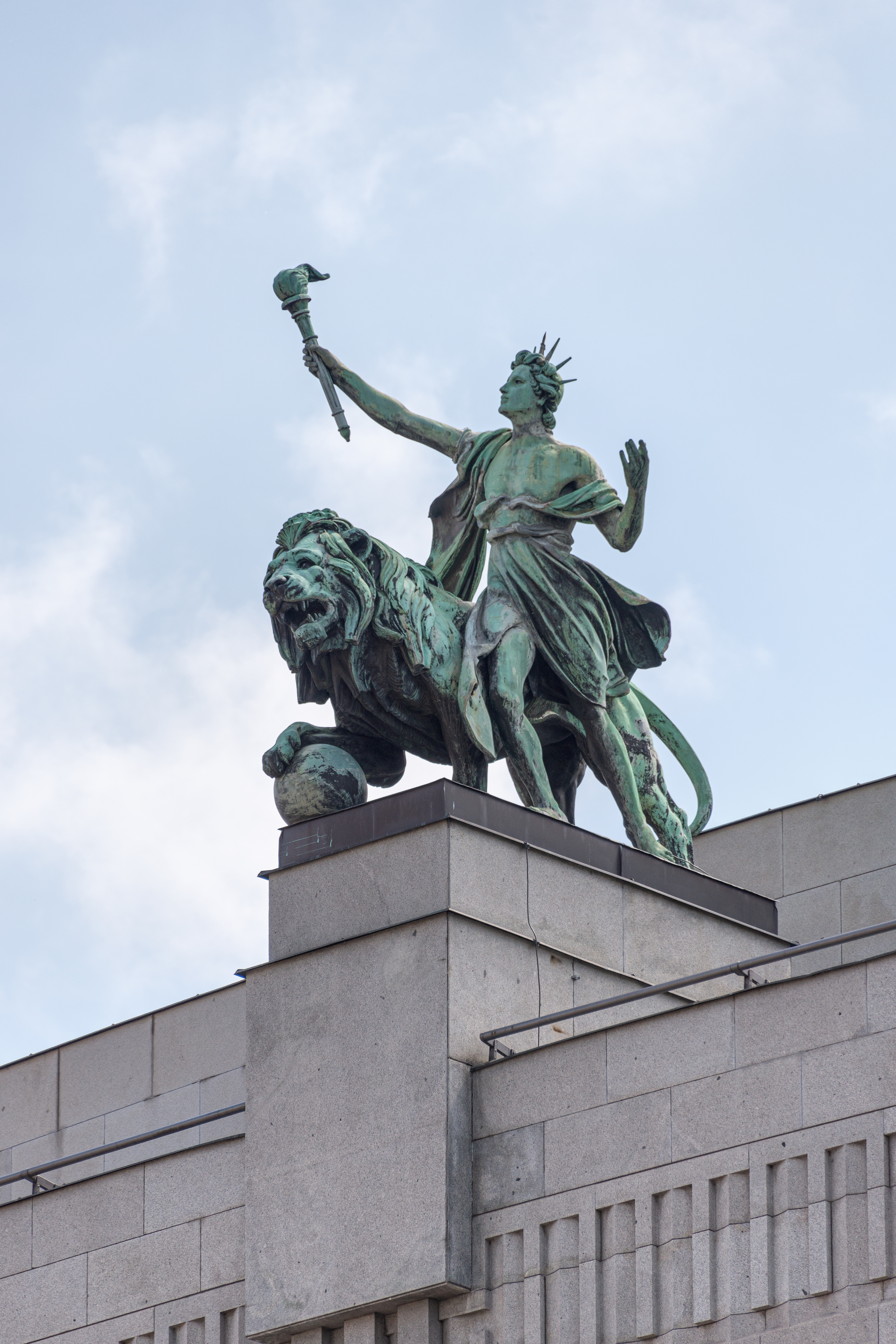
Socha Světlonoše
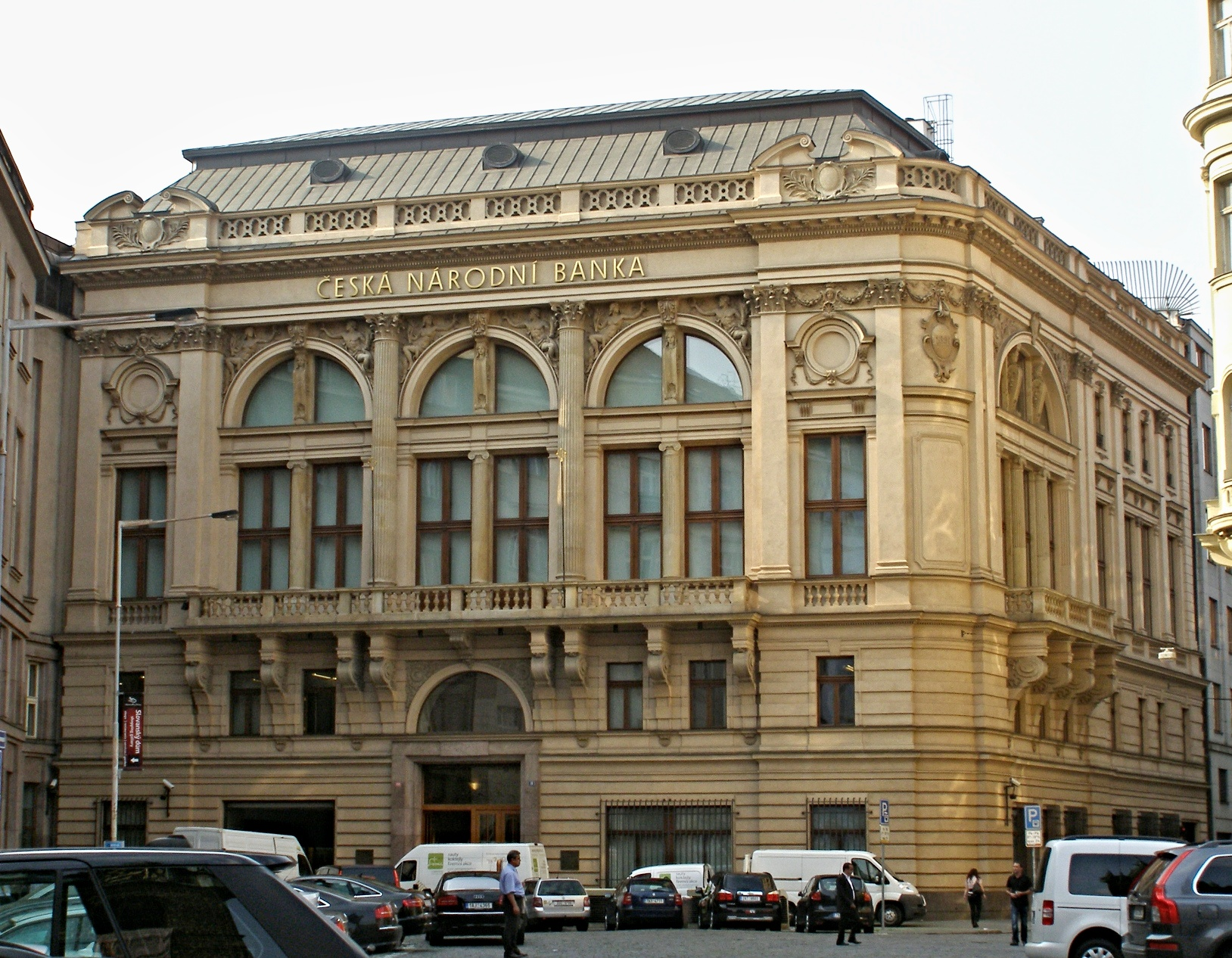
Budova bývalé Plodinové burzy
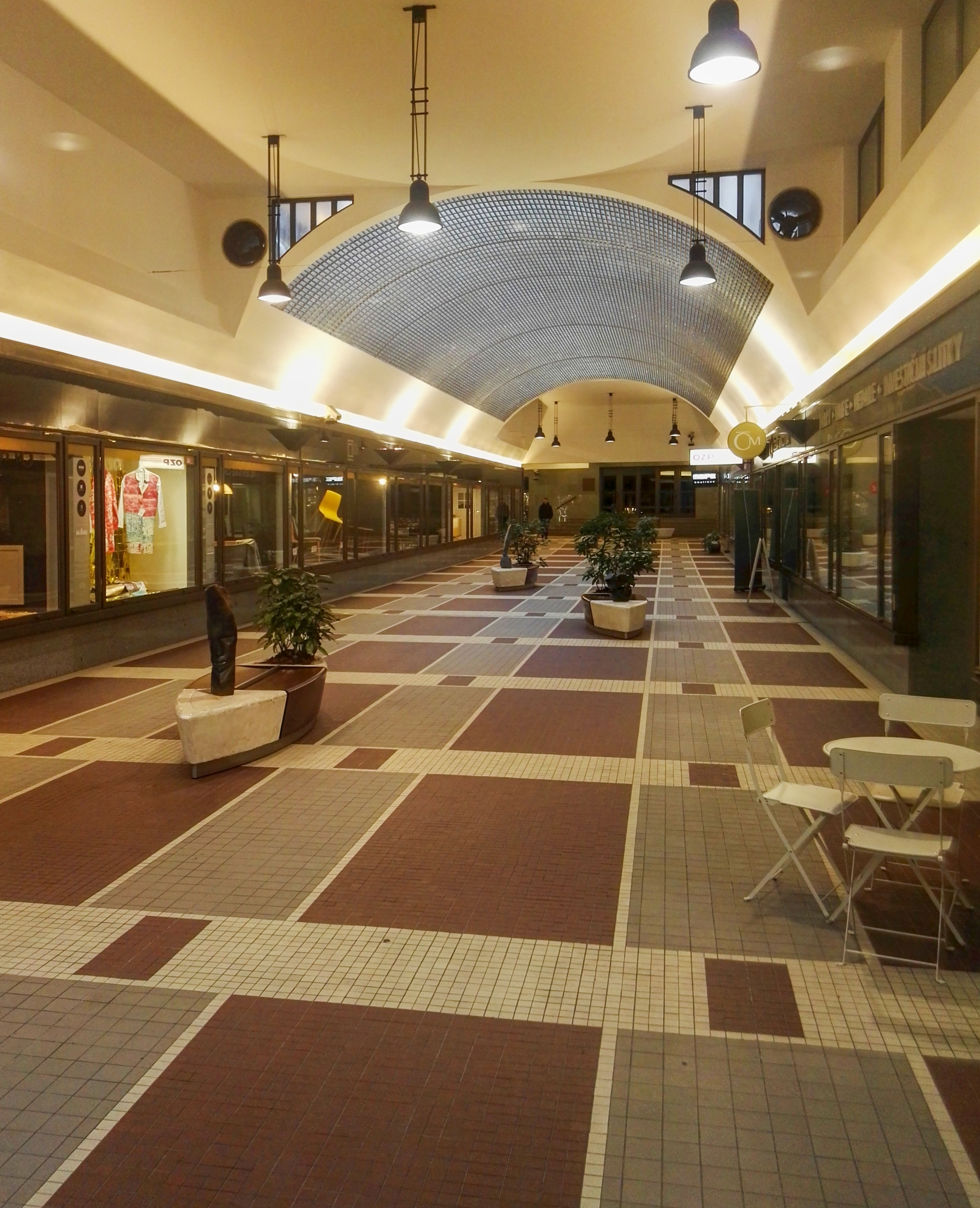
Pasáž českého designu